# Шривастава, Нирмала
Нирмала Шривастава (в девичестве Салве; 21 марта 1923, Чхиндвара, Британская Индия — 23 февраля 2011, Генуя, Италия) — основатель вероучения Сахаджа-йога. Более известна как Шри Матаджи или Нирмала Деви.

## Детство и юность
Нирмала Салве родилась 21 марта 1923 года в местечке Чхиндвара (современный штат Мадхья-Прадеш) в христианской семье, принадлежащей к династии Шаливаханов. При рождении на ней не было ни единого пятнышка, поэтому её назвали «Нирмала», что означает «чистая», «незапятнанная».
Вся семья Салве сыграла важную роль в индийском национально-освободительном движении под предводительством Махатмы Ганди. В 1920—1930-х годах отец Нирмалы — Прасад Салве — работал адвокатом по уголовным делам, связанным с Конгрессом, и был лидером местного отделения Конгресса, неоднократно попадал в тюрьму. Открыто выступал против британского правления: публично сжёг всю иностранную одежду, оставил пост прокурора и установил на крыше здания Высшего суда индийский флаг вместо британского, после чего провёл в тюрьме более шестнадцати месяцев. В 1944 году стал членом Центральной ассамблеи и был единственным христианским представителем в ней. По воспоминаниям сына, он также знал четырнадцать языков  и перевёл Коран на хинди.
Мать Нирмалы — Корнелия Салве — имела исключительные способности к математике, окончила с отличием Фергюссон Колледж по математике и стала директором средней школы. Вышла замуж за Прасада Салве, когда у него было пять детей, и стала матерью ещё семерых. Активно поддерживала освободительное движение и находилась в заключении пять раз.
Нирмала с детства обладала замечательной памятью и очень любила животных. Её родители были активно заняты в освободительном движении и, когда ей было семь или восемь лет, она взяла на себя заботы по домашнему хозяйству. По настоянию родителей дети учились не в миссионерских школах, а в местных, чтобы лучше понять культуру и наследие своей страны. Для укрепления дисциплины дети ходили в школу пешком, преодолевая расстояние в несколько километров. В средней школе Нирмала была способной ученицей, особенно преуспевая в языках и математике, а также успешно участвовала в танцевальных постановках и превосходно играла в бадминтон. В дальнейшем Нирмала училась в Научном Колледже в Нагпуре, откуда была отчислена по политическим мотивам. После этого училась в Медицинском Колледже в Лудхиане и Балак Рам Медицинском Колледже в Лахоре. Не доучившись, была вынуждена покинуть Лахор из-за острых межрелигиозных конфликтов.

## Участие в национально-освободительном движении
Однажды Нирмала выступила с протестом возле школы, удерживая индийский флаг в руках и призывая Британию покинуть Индию. В результате была доставлена в полицию и подвержена пыткам. Во время обучения в Нагпуре Нирмала вновь организовала пикет у ворот Научного Колледжа, выступая против Британского правления. Отказалась прекращать пикетирование и в результате была отчислена из колледжа. После этого в течение девяти месяцев принимала участие в деятельности подпольной группы. Группа старалась повысить осознанность местного населения по поводу освобождения Индии от правления Британии, занималась распространением и расклеиванием листовок и брошюр, помогала в сокрытии и перевозке беглецов из тюрем.

## Супружеская жизнь
В апреле 1947 года Нирмала Салве вышла замуж за государственного служащего Чандрика Прасад Шриваставу, в будущем одного из самых выдающихся государственных деятелей Индии. Позднее Чандрик Шривастава был секретарём премьер-министра Индии Лала Шастри, возглавлял Индийскую судоходную компанию, превратив это предприятие в одну из крупнейших мировых компаний, а с 1974 по 1989 год был Генеральным секретарем Международной морской организации при ООН. В 1990 году был награждён королевой Елизаветой II званием Рыцарь-Командор (KCMG) Ордена Святого Михаила и Святого Георгия.
Сразу после свадьбы Нирмала и Чандрик Прасад Шривастава жили в Дели, в доме отца Шри Матаджи. Это было время массовых беспорядков на религиозной почве и однажды Шри Матаджи дала укрытие троим беженцам из Пакистана, которых преследовали индусы. Шри Матаджи бесстрашно защитила их перед преследователями и укрывала их до тех пор, пока не стало безопасно. Позже двое из беженцев, Ачала Сачдев и Балрадж Сахни, стали известными актёрами, а третий, Сахир Лудхианви, стал известным поэтом.
У Шри Матаджи и Чандрика Прасад Шриваставы родилось две дочери, Кальпана и Садхана. В начале супружеской жизни доходы Чандрика Прасад Шриваставы были небольшими и Шри Матаджи занималась сельским хозяйством, что получалось у неё весьма успешно. Кроме домашнего хозяйства Шри Матаджи принимала активное участие в различной социальной, культурной и гуманитарной деятельности: была организатором благотворительного общества слепых в Мумбае, приюта для беженцев и инвалидов в Мирате, являлась ведущей фигурой различных фестивалей кино и искусств, вице-президентом культурной организации Сур Сингар Самсад, а также членом Музыкального Клуба Бомбея. Впоследствии многие знаменитые исполнители индийской музыки выступали для Шри Матаджи лично: Амджад Али Хан, Дебу Чаудхури, Шубхендра Рао, Нишат Хан, Шафаат Ахмед Хан, Аджит Кадкадэ, Бхаджан Сопори и его сын Абхай Сопори.

## Знакомство с Ганди
Впервые Нирмала встретилась с Ганди, когда ей было семь лет, после чего осталась с ним по его просьбе.
За непальские черты лица Махатма Ганди стал называть её Непали. В дальнейшем Нирмала часто бывала в ашраме Ганди, ежегодно проводя с ним по два-три месяца. Время от времени Ганди разговаривал с Нирмалой о целях освободительного движения, основанного на принципах справедливости и ненасилия, а также советовался с Нирмалой в духовных вопросах. Нирмала видела суровую требовательность Ганди к другим и говорила ему о возможности внутренней самодисциплины, однако для Ганди первоочередной задачей было освобождение от иностранного правления и затем уже вопросы духовности и внутренней свободы.
В 1948 году Шри Матаджи, уже имея одного ребёнка, встретилась с Ганди за день до его смерти. Индия к тому времени обрела независимость и Ганди поинтересовался, когда Шри Матаджи начнет свою духовную работу.

## Сахаджа Йога
Шри Матаджи утверждала, что с рождения была «реализованной» («осознанной», «просветлённой») и знала всё об энергии Кундалини. Она также знала, что обладает возможностью пробуждать Кундалини других людей и исцелять их, однако хотела найти метод пробуждения Кундалини на массовом уровне. Поэтому основным её занятием в течение жизни было изучение людей и проблем, которые мешают им достичь состояния «пробуждения» и прийти к Богу. Она видела различных гуру и утверждала, что все они были лицемерами, ориентированными на деньги. В 1970 году Шри Матаджи увидела как гипнотизирует и вводит в заблуждение искателей Раджниш, после чего она поняла, что пришло время открыть последнюю чакру.. И, по словам Шри Матаджи, она открыла её, описавая этот опыт следующим образом:

И я увидела как Кундалини, которая является изначальной энергией внутри нас, которая является Святым Духом внутри нас, поднимается вверх как раскрывающийся телескоп, и я увидела, что всё раскрылось и огромный поток прохлады начал течь через мою голову, и я почувствовала, будто растворяюсь. И есть только Благодать вокруг. И я увидела, что это полностью свершилось.
Оригинальный текст (англ.)And I saw the Kundalini which is the Primordial force within us, which is the Holy Ghost within us rising like a telescope opening out and then I saw the whole thing open and a big torrential rain of breeze started flowing through My head all over, as if, and I felt I am lost now. I am no more there. It’s only the Grace is there that is there. I saw it completely happening to Me.
— ORF Radio Interview, July 9th, 1986
Это событие произошло 5 мая 1970 года, после чего Шри Матаджи стала работать с людьми, чтобы дать им опыт «пробуждения», предупреждая об опасности различных лже-гуру и утверждая, что нельзя брать деньги во имя Бога.
Своё учение Шри Матаджи назвала Сахаджа йогой. «Йога» означает «союз», «сахаджа» означает «врождённый» или «спонтанный», указывая, таким образом, что союз с Богом доступен каждому. Осознание, осуществление этого союза выполняется через пробуждение энергии Кундалини, что также даёт человеку возможность исцеления и устранения недостатков у себя и других. Говорится также, что благодаря пробуждению Кундалини в медитации достигается состояние внутренней тишины, «безмысленного осознания». Шри Матаджи также настаивала, что все эти знания бесплатны и доступны каждому, кто этого желает.
После пробуждения Кундалини, говорит Шри Матаджи, человек начинает чувствовать на своих ладонях состояние энергетических центров, чакр, после чего может исправлять их. Человек также становится коллетивно осознанным и может чувствовать состояние чакр других людей. Кроме того, человек начинает чувствовать прохладу на ладонях, а также поток прохлады, исходящий из родничка на голове. Шри Матаджи утверждала, что это и есть прохладный ветерок Святого Духа, а само пробуждение Кундалини — истинное крещение, когда человек получает второе рождение, которое на санскрите называется двиджа.
При этом Шри Матаджи настаивала, что нельзя верить словам, а только собственному опыту. С человеком должна произойти некая трансформация, он должен на своём опыте ощутить то, о чём говорит Шри Матаджи, и поэтому следует относится к её словам так же, как учёный относится к гипотезе: не принимать слепо на веру, но и не отвергать, а провести эксперимент. И если человек на своём опыте ощутил то, о чём говорит Шри Матаджи, только тогда он может принять это как истину.
Шри Матаджи неоднократно спрашивали, кто она в действительности и обладает ли божественной силой, на что Шри Матаджи отвечала примерно следующее: «Я очень тактична и не собираюсь ничего говорить о себе, потому что Христос сказал правду, что он сын Бога, а они распяли его. Я не хочу, чтобы и меня распяли. Будет лучше, если вы получите ваше пробуждение и сами узнаете, кто я». В 1979 году Нирмала Шривастава перед своими последователями провозгласила себя Ади (Изначальной) Шакти или Святым Духом. Кроме того, она объявила себя Майтреей, грядущим Учителем человечества у исповедующих буддизм, и Махди, последним преемником пророка Мухаммеда. Последнее обстоятельство, как минимум, ограничило Нирмалу Шриваставу в распространении её учения в исламском мире. В дальнейшем Шри Матаджи говорила своим последователям использовать благоразумие в разговорах с людьми и больше рассказывать о практике Сахаджа йоги, о том, что она даёт, и о своём опыте в ней.
Шри Матаджи начала свою духовную работу в 70-х годах с небольшого количества искателей в Мумбае и Лондоне, постепенно становясь всё более публичной личностью. В 80-х годах Шри Матаджи начинает ездить с публичными программами по Европе, Австралии и Северной Америке и выступает на радио и телевидении. В 90-х годах Шри Матаджи едет с программами в Южную Америку, Восточную Европу и Азию и становится личностью мирового масштаба: выступает в ООН, в различных университетах и на медицинских конференциях. Она основывает ряд неправительственных организаций, включая Международный медицинский центр в Мумбае, Музыкальную академию в Вайтарне имени П. К. Салве, Центр для нуждающихся женщин и сирот в Дели
До конца своей жизни Шри Матаджи путешествовала по миру, обучая людей медитации. В результате Сахаджа йога получила распространение на всех континентах более чем в 60 странах мира, включая Россию и США.
Шри Матаджи умерла 23 февраля 2011 года в Генуе (Италия) на 88-м году жизни.

## Признание и награды
- Италия, 1986. Шри Матаджи объявлена «Личностью года» итальянским правительством[57].
- Нью-Йорк, 1990—1994. Приглашение в Организацию Объединенных Наций в течение четырёх лет для выступления с речью о путях и методах по достижению мира[70][71][72].
- Санкт-Петербург, 1993. Избрание почётным членом Петровской академии наук и искусств. Шри Матаджи также была инициатором проведения Международной научной конференции в Санкт-Петербурге[70][73].
- Румыния, 1995. Награждена степенью доктора когнитивистики (наука о мышлении и организации психики) ректором Экологического университета Бухареста[70][74].
- Китай, 1995. По приглашению Правительства Китая выступила на Всемирной конференции по правам женщин[70][75]
- Пуна, Индия, 1996. По случаю празднования 700-летия святого Гьянешвара Шри Матаджи выступила на Всемирной встрече философов в Технологическом институте Махараштры[70][76].
- Лондон, 1997. Клаес Нобель, двоюродный внук Альфред Нобеля, основатель организации Объединённая Земля, выразил почтение Шри Матаджи в своей речи в Альберт-холле[70][77].
- Мумбай, Индия, 1998. Именем Шри Матаджи названа дорога в Нави Мумбай, рядом с Международным медицинским центром Сахаджа йоги[78].
- Италия, 2006. Шри Матаджи была награждена почётным гражданством Италии[70][79].
- Италия, 2009. Бхаджан Сопори[англ.] и его сын Абхай Сопори[англ.] сочинили рагу Нирмалкаунс в честь Шри Матаджи[80]